# Aremark
Aremark là một đô thị ở hạt Østfold, Na Uy.
Aremark được lập thành một đô thị vào ngày 1 tháng 1 năm 1838 (xem formannskapsdistrikt). Øymark đã được tách ra từ Aremark ngày 1 tháng 7 năm 1903. Kinh tế đô thị này chủ yếu là lâm nghiệp.

## Tên gọi
Dạng tên gọi theo tiếng Norse là Aramörk. Tiếp đầu ngữ là dạng sở hữu cách của tên của hồ Ari (nay là Aremarksjøen). Hậu tố có nghĩa đánh dấu f 'đất rừng'.

## Huy hiệu
Huy hiệu được áp dụng thập kỷ trước (1986).